# Лунугамвехера (підрозділ окружного секретаріату)
Підрозділ окружного секретаріату Лунугамвехера — підрозділ окружного секретаріату округу Хамбантота, Південна провінція, Шрі-Ланка. Складається з 51 Грама Ніладхарі.